# Copa de Gales
La Copa de Gales (en inglés y oficialmente: Welsh Cup) es un torneo anual de fútbol eliminatorio a partido único en el que inicialmente solo jugaban los equipos del país de Gales. También jugaban los equipos procedentes de Inglaterra cercanos a Gales, como el Tranmere Rovers y el Bristol City. Desde mediados de 1990, los equipos galeses que consiguen el triunfo pasan a disputar la Copa de la UEFA. Desde 1995 no se permite jugar a los clubes que compiten para ligas inglesas, lo cual excluye a los tres 'grandes' de Gales, el Cardiff City, el Swansea City y el Wrexham.
La Football Association of Wales es la encargada de organizar este torneo que viene organizándose (a excepción de las dos guerras mundiales) desde el año 1876.
El equipo campeón accede a la primera ronda de clasificación de la Liga Europea de la UEFA, sin embargo, antiguamente, otorgaba un cupo para la Recopa de Europa.

## Palmarés
| Temporada | Campeón                                   | Resultado | Finalista               | Sede de la final            |
| --------- | ----------------------------------------- | --------- | ----------------------- | --------------------------- |
| 1877–78   | Wrexham                                   | 1 - 0     | Druids                  | Acton Park, Wrexham         |
| 1878–79   | Newtown White Star                        | 1 - 0     | Wrexham                 | The Cricket Field, Oswestry |
| 1879–80   | Druids                                    | 2 - 1     | Ruthin Town             | Racecourse Ground, Wrexham  |
| 1880–81   | Druids                                    | 2 - 0     | Newtown White Star      | Racecourse Ground, Wrexham  |
| 1881–82   | Druids                                    | 5 - 0     | Northwich Victoria      | Racecourse Ground, Wrexham  |
| 1882–83   | Wrexham                                   | 1 - 0     | Druids                  | Racecourse Ground, Wrexham  |
| 1883–84   | Oswestry White Star                       | 0 - 0     | Druids                  | Racecourse Ground, Wrexham  |
| Replay    | Oswestry White Star                       | 1 - 0     | Druids                  | Racecourse Ground, Wrexham  |
| 1884–85   | Druids                                    | 1 - 1     | Oswestry White Star     | Racecourse Ground, Wrexham  |
| Replay    | Druids                                    | 3 - 1     | Oswestry White Star     | Racecourse Ground, Wrexham  |
| 1885–86   | Druids                                    | 4 - 0     | Newtown AFC             | Racecourse Ground, Wrexham  |
| 1886–87   | Chirk AAA                                 | 2 - 1     | Davenham                | Nantwich Road, Crewe        |
| 1887–88   | Chirk AAA                                 | 5 - 0     | Newtown AFC             | Chester Road, Wrexham       |
| 1888–89   | Bangor City                               | 2 - 1     | Northwich Victoria      | Racecourse Ground, Wrexham  |
| 1889–90   | Chirk AAA                                 | 1 - 0     | Wrexham                 | Racecourse Ground, Wrexham  |
| 1890–91   | Shrewsbury Town                           | 5 - 2     | Wrexham                 | The Cricket Field, Oswestry |
| 1891–92   | Chirk AAA                                 | 2 - 1     | Westminster Rovers      | Racecourse Ground, Wrexham  |
| 1892–93   | Wrexham                                   | 2 - 1     | Chirk AAA               | The Cricket Field, Oswestry |
| 1893–94   | Chirk AAA                                 | 2 - 0     | Westminster Rovers      | Wynnstay Park, Ruabon       |
| 1894–95   | Newtown AFC                               | 3 - 2     | Wrexham                 | Welshpool                   |
| 1895–96   | Bangor City                               | 3 - 0     | Wrexham                 | Council Field, Llandudno    |
| 1896–97   | Wrexham                                   | 2 - 0     | Newtown AFC             | The Cricket Field, Oswestry |
| 1897–98   | Druids                                    | 1 - 1     | Wrexham                 | The Cricket Field, Oswestry |
| Replay    | Druids                                    | 2 - 1     | Wrexham                 | The Cricket Field, Oswestry |
| 1898–99   | Druids                                    | 2 - 2     | Wrexham                 | Hand Field, Chirk           |
| Replay    | Druids                                    | 1 - 0     | Wrexham                 | Hand Field, Chirk           |
| 1899–00   | Aberystwyth Town                          | 3 - 0     | Druids                  | The Cunnings, Newtown       |
| 1900–01   | Oswestry United                           | 1 - 0     | Druids                  | Racecourse Ground, Wrexham  |
| 1901–02   | Wellington Town                           | 1 - 0     | Wrexham                 | Racecourse Ground, Wrexham  |
| 1902–03   | Wrexham                                   | 8 - 0     | Aberaman Athletic       | Racecourse Ground, Wrexham  |
| 1903–04   | Druids                                    | 3 - 2     | Aberdare Athletic       | Racecourse Ground, Wrexham  |
| 1904–05   | Wrexham                                   | 3 - 0     | Aberdare Athletic       | Racecourse Ground, Wrexham  |
| 1905–06   | Wellington Town                           | 3 - 2     | Whitchurch              | Racecourse Ground, Wrexham  |
| 1906–07   | Oswestry United                           | 2 - 0     | Whitchurch              | Racecourse Ground, Wrexham  |
| 1907–08   | Chester City                              | 3 - 1     | Connah's Quay & Shotton | Racecourse Ground, Wrexham  |
| 1908–09   | Wrexham                                   | 1 - 0     | Chester City            | Racecourse Ground, Wrexham  |
| 1909–10   | Wrexham                                   | 2 - 1     | Chester City            | Racecourse Ground, Wrexham  |
| 1910–11   | Wrexham                                   | 6 - 0     | Connah's Quay & Shotton | Racecourse Ground, Wrexham  |
| 1911–12   | Cardiff City                              | 0 - 0     | Pontypridd              | Ninian Park, Cardiff        |
| Replay    | Cardiff City                              | 3 - 0     | Pontypridd              | Ynys Fiel, Aberdare         |
| 1912–13   | Swansea Town                              | 0 - 0     | Pontypridd              | Ninian Park, Cardiff        |
| Replay    | Swansea Town                              | 1 - 0     | Pontypridd              | Tonypandy                   |
| 1913–14   | Llanelli                                  | 0 - 0     | Wrexham                 | Vetch Field, Swansea        |
| Replay    | Wrexham                                   | 3 - 0     | Llanelli                | The Cricket Field, Oswestry |
| 1914–15   | Wrexham                                   | 1 - 1     | Swansea Town            | Racecourse Ground, Wrexham  |
| Replay    | Wrexham                                   | 1 - 0     | Swansea Town            | Ninian Park, Cardiff        |
|           | Copa no disputada, Primera Guerra Mundial |           |                         |                             |
| 1919–20   | Cardiff City                              | 2 - 0     | Wrexham                 | Racecourse Ground, Wrexham  |
| 1920–21   | Pontypridd                                | 1 - 1     | Wrexham                 | Ninian Park, Cardiff        |
| Replay    | Wrexham                                   | 3 - 1     | Pontypridd              | Gay Meadow, Shrewsbury      |
| 1921–22   | Cardiff City                              | 2 - 0     | Ton Pentre              | Taff Vale Park, Pontypridd  |
| 1922–23   | Cardiff City                              | 3 - 2     | Aberdare Athletic       | Vetch Field, Swansea        |
| 1923–24   | Merthyr Town                              | 2 - 2     | Wrexham                 | Taff Vale Park, Pontypridd  |
| Replay    | Wrexham                                   | 1 - 0     | Merthyr Town            | Racecourse Ground, Wrexham  |
| 1924–25   | Wrexham                                   | 3 - 1     | Flint Town              | Racecourse Ground, Wrexham  |
| 1925–26   | Ebbw Vale                                 | 3 - 2     | Swansea Town            | Welfare Ground, Ebbw Vale   |
| 1926–27   | Cardiff City                              | 2 - 0     | Rhyl Athletic           | Racecourse Ground, Wrexham  |
| 1927–28   | Cardiff City                              | 2 - 0     | Bangor Athletic         | Farrar Road, Bangor         |
| 1928–29   | Connah's Quay & Shotton                   | 3 - 0     | Cardiff City            | Racecourse Ground, Wrexham  |
| 1929–30   | Cardiff City                              | 0 - 0     | Rhyl Athletic           | Gay Meadow, Shrewsbury      |
| Replay    | Cardiff City                              | 4 - 2     | Rhyl Athletic           | Racecourse Ground, Wrexham  |
| 1930–31   | Wrexham                                   | 7 - 0     | Shrewsbury Town         | Racecourse Ground, Wrexham  |
| 1931–32   | Wrexham                                   | 1 - 1     | Swansea Town            | Racecourse Ground, Wrexham  |
| Replay    | Swansea Town                              | 2 - 0     | Wrexham                 | Vetch Field, Swansea        |
| 1932–33   | Chester City                              | 2 - 0     | Wrexham                 | Sealand Road, Chester       |
| 1933–34   | Bristol City                              | 1 - 1     | Tranmere Rovers         | Racecourse Ground, Wrexham  |
| Replay    | Bristol City                              | 3 - 0     | Tranmere Rovers         | Sealand Road, Chester       |
| 1934–35   | Tranmere Rovers                           | 1 - 0     | Chester City            | Sealand Road, Chester       |
| 1935–36   | Crewe Alexandra                           | 2 - 0     | Chester City            | Racecourse Ground, Wrexham  |
| 1936–37   | Crewe Alexandra                           | 1 - 1     | Rhyl Athletic           | Sealand Road, Chester       |
| Replay    | Crewe Alexandra                           | 3 - 1     | Rhyl Athletic           | Sealand Road, Chester       |
| 1937–38   | Shrewsbury Town                           | 2 - 2     | Swansea Town            | Gay Meadow, Shrewsbury      |
| Replay    | Shrewsbury Town                           | 2 - 1     | Swansea Town            | Gay Meadow, Shrewsbury      |
| 1938–39   | South Liverpool                           | 2 - 1     | Cardiff City            | Racecourse Ground, Wrexham  |
| 1939–40   | Wellington Town                           | 4 - 0     | Swansea Town            | Gay Meadow, Shrewsbury      |
|           | Copa no disputada, Segunda Guerra Mundial |           |                         |                             |
| 1946–47   | Chester City                              | 0 - 0     | Merthyr Tydfil          | Ninian Park, Cardiff        |
| Replay    | Chester City                              | 5 - 1     | Merthyr Tydfil          | Racecourse Ground, Wrexham  |
| 1947–48   | Lovell's Athletic                         | 3 - 0     | Shrewsbury Town         | Racecourse Ground, Wrexham  |
| 1948–49   | Merthyr Tydfil                            | 2 - 0     | Swansea Town            | Ninian Park, Cardiff        |
| 1949–50   | Swansea Town                              | 4 - 1     | Wrexham                 | Ninian Park, Cardiff        |
| 1950–51   | Merthyr Tydfil                            | 1 - 1     | Cardiff City            | Vetch Field, Swansea        |
| Replay    | Merthyr Tydfil                            | 3 - 2     | Cardiff City            | Vetch Field, Swansea        |
| 1951–52   | Rhyl                                      | 4 - 3     | Merthyr Tydfil          | Ninian Park, Cardiff        |
| 1952–53   | Rhyl                                      | 2 - 1     | Chester City            | Farrar Road, Bangor         |
| 1953–54   | Flint Town United                         | 2 - 0     | Chester City            | Racecourse Ground, Wrexham  |
| 1954–55   | Chester City                              | 1 - 1     | Barry Town              | Racecourse Ground, Wrexham  |
| Replay    | Barry Town                                | 4 - 2     | Chester City            | Ninian Park, Cardiff        |
| 1955–56   | Cardiff City                              | 3 - 2     | Swansea Town            | Ninian Park, Cardiff        |
| 1956–57   | Wrexham                                   | 2 - 1     | Swansea Town            | Ninian Park, Cardiff        |
| 1957–58   | Chester City                              | 1 - 1     | Wrexham                 | Sealand Road, Chester       |
| Replay    | Wrexham                                   | 2 - 1     | Chester City            | Racecourse Ground, Wrexham  |
| 1958–59   | Cardiff City                              | 2 - 0     | Lovell's Athletic       | Somerton Park, Newport      |
| 1959–60   | Wrexham                                   | 1 - 0     | Cardiff City            | Racecourse Ground, Wrexham  |
| 1960–61   | Swansea Town                              | 3 - 1     | Bangor City             | Ninian Park, Cardiff        |

### Final a doble partido
| Temporada | Campeón                | Resultado | Finalista              | Sede de la final                        |
| --------- | ---------------------- | --------- | ---------------------- | --------------------------------------- |
| 1961–62   | Wrexham                | 3 - 0     | Bangor City            | Racecourse Ground, Wrexham              |
| 2nd Leg   | Bangor City            | 2 - 0     | Wrexham                | Farrar Road, Bangor                     |
| Play off  | Bangor City            | 3 - 1     | Wrexham                | Belle Vue, Rhyl                         |
| 1962–63   | Borough United         | 2 - 1     | Newport County         | Nant-y-Coed, Llandudno Junction         |
| 2nd Leg   | Newport County         | 0 - 0     | Borough United         | Somerton Park, Newport                  |
| 1963–64   | Bangor City            | 2 - 0     | Cardiff City           | Farrar Road, Bangor                     |
| 2nd Leg   | Cardiff City           | 3 - 1     | Bangor City            | Ninian Park, Cardiff                    |
| Play off  | Cardiff City           | 2 - 0     | Bangor City            | Racecourse Ground, Wrexham              |
| 1964–65   | Cardiff City           | 5 - 1     | Wrexham                | Ninian Park, Cardiff                    |
| 2nd Leg   | Wrexham                | 1 - 0     | Cardiff City           | Racecourse Ground, Wrexham              |
| Play off  | Cardiff City           | 3 - 0     | Wrexham                | Gay Meadow, Shrewsbury                  |
| 1965–66   | Swansea Town           | 3 - 0     | Chester City           | Vetch Field, Swansea                    |
| 2nd Leg   | Chester City           | 1 - 0     | Swansea Town           | Sealand Road, Chester                   |
| Play off  | Chester City           | 1 - 2     | Swansea Town           | Sealand Road, Chester                   |
| 1966–67   | Wrexham                | 2 - 2     | Cardiff City           | Racecourse Ground, Wrexham              |
| 2nd Leg   | Cardiff City           | 2 - 1     | Wrexham                | Ninian Park, Cardiff                    |
| 1967–68   | Hereford United        | 0 - 2     | Cardiff City           | Edgar Street, Hereford                  |
| 2nd Leg   | Cardiff City           | 4 - 1     | Hereford United        | Ninian Park, Cardiff                    |
| 1968–69   | Swansea City           | 1 - 3     | Cardiff City           | Vetch Field, Swansea                    |
| 2nd Leg   | Cardiff City           | 2 - 0     | Swansea City           | Ninian Park, Cardiff                    |
| 1969–70   | Chester City           | 0 - 1     | Cardiff City           | Sealand Road, Chester                   |
| 2nd Leg   | Cardiff City           | 4 - 0     | Chester City           | Ninian Park, Cardiff                    |
| 1970–71   | Wrexham                | 0 - 1     | Cardiff City           | Racecourse Ground, Wrexham              |
| 2nd Leg   | Cardiff City           | 3 - 1     | Wrexham                | Ninian Park, Cardiff                    |
| 1971–72   | Wrexham                | 2 - 1     | Cardiff City           | Racecourse Ground, Wrexham              |
| 2nd Leg   | Cardiff City           | 1 - 1     | Wrexham                | Ninian Park, Cardiff                    |
| 1972–73   | Bangor City            | 1 - 0     | Cardiff City           | Farrar Road, Bangor                     |
| 2nd Leg   | Cardiff City           | 5 - 0     | Bangor City            | Ninian Park, Cardiff                    |
| 1973–74   | Stourbridge            | 0 - 1     | Cardiff City           | War Memorial Athletic Ground, Amblecote |
| 2nd Leg   | Cardiff City           | 1 - 0     | Stourbridge            | Ninian Park, Cardiff                    |
| 1974–75   | Wrexham                | 2 - 1     | Cardiff City           | Racecourse Ground, Wrexham              |
| 2nd Leg   | Cardiff City           | 1 - 3     | Wrexham                | Ninian Park, Cardiff                    |
| 1975–76   | Hereford United        | 3 - 3     | Cardiff City           | Edgar Street, Hereford                  |
| 2nd Leg   | Cardiff City           | 3 - 2     | Hereford United        | Ninian Park, Cardiff                    |
| 1976–77   | Cardiff City           | 2 - 1     | Shrewsbury Town        | Ninian Park, Cardiff                    |
| 2nd Leg   | Shrewsbury Town        | 3 - 0     | Cardiff City           | Gay Meadow, Shrewsbury                  |
| 1977–78   | Bangor City            | 1 - 2     | Wrexham                | Farrar Road, Bangor                     |
| 2nd Leg   | Wrexham                | 1 - 0     | Bangor City            | Racecourse Ground, Wrexham              |
| 1978–79   | Wrexham                | 1 - 1     | Shrewsbury Town        | Racecourse Ground, Wrexham              |
| 2nd Leg   | Shrewsbury Town        | 1 - 0     | Wrexham                | Gay Meadow, Shrewsbury                  |
| 1979–80   | Newport County         | 2 - 1     | Shrewsbury Town        | Somerton Park, Newport                  |
| 2nd Leg   | Shrewsbury Town        | 0 - 3     | Newport County         | Gay Meadow, Shrewsbury                  |
| 1980–81   | Swansea City           | 1 - 0     | Hereford United        | Vetch Field, Swansea                    |
| 2nd Leg   | Hereford United        | 1 - 1     | Swansea City           | Edgar Street, Hereford                  |
| 1981–82   | Cardiff City           | 0 - 0     | Swansea City           | Ninian Park, Cardiff                    |
| 2nd Leg   | Swansea City           | 2 - 1     | Cardiff City           | Vetch Field, Swansea                    |
| 1982–83   | Wrexham                | 1 - 2     | Swansea City           | Racecourse Ground, Wrexham              |
| 2nd Leg   | Swansea City           | 2 - 0     | Wrexham                | Vetch Field, Swansea                    |
| 1983–84   | Shrewsbury Town        | 2 - 1     | Wrexham                | Gay Meadow, Shrewsbury                  |
| 2nd Leg   | Wrexham                | 0 - 0     | Shrewsbury Town        | Racecourse Ground, Wrexham              |
| 1984–85   | Shrewsbury Town        | 3 - 1     | Bangor City            | Gay Meadow, Shrewsbury                  |
| 2nd Leg   | Bangor City            | 0 - 2     | Shrewsbury Town        | Farrar Road, Bangor                     |
| 1985–86   | Wrexham                | 1 - 1     | Kidderminster Harriers | Racecourse Ground, Wrexham              |
| Replay    | Kidderminster Harriers | 1 - 2     | Wrexham                | Aggborough, Kidderminster               |

### Final a partido único
| Temporada | Campeón                                     | Resultado                                   | Finalista                                   | Sede de la final                            |
| --------- | ------------------------------------------- | ------------------------------------------- | ------------------------------------------- | ------------------------------------------- |
| 1986–87   | Merthyr Tydfil                              | 2 - 2, 1 - 0 (R)                            | Newport County                              | Ninian Park, Cardiff                        |
| 1987–88   | Cardiff City                                | 2 - 0                                       | Wrexham                                     | Vetch Field, Swansea                        |
| 1988–89   | Swansea City                                | 5 - 0                                       | Kidderminster Harriers                      | Vetch Field, Swansea                        |
| 1989–90   | Hereford United                             | 2 - 1                                       | Wrexham                                     | Estadio Nacional, Cardiff                   |
| 1990–91   | Swansea City                                | 2 - 0                                       | Wrexham                                     | Estadio Nacional, Cardiff                   |
| 1991–92   | Cardiff City                                | 1 - 0                                       | Hednesford Town                             | Estadio Nacional, Cardiff                   |
| 1992–93   | Cardiff City                                | 5 - 0                                       | Rhyl                                        | Estadio Nacional, Cardiff                   |
| 1993–94   | Barry Town                                  | 2 - 1                                       | Cardiff City                                | Estadio Nacional, Cardiff                   |
| 1994–95   | Wrexham                                     | 2 - 1                                       | Cardiff City                                | Estadio Nacional, Cardiff                   |
| 1995–96   | Llansatffraid                               | 3 - 3                                       | Barry Town                                  | Estadio Nacional, Cardiff                   |
| 1996–97   | Barry Town                                  | 2 - 1                                       | Cwmbran Town                                | Ninian Park, Cardiff                        |
| 1997–98   | Bangor City                                 | 1 - 1                                       | Connah's Quay Nomads                        | Racecourse Ground, Wrexham                  |
| 1998–99   | Inter Cardiff                               | 1 - 1                                       | Carmarthen Town                             | Penydarren Park, Merthyr Tydfil             |
| 1999–00   | Bangor City                                 | 1 - 0                                       | Cwmbran Town                                | Racecourse Ground, Wrexham                  |
| 2000–01   | Barry Town                                  | 2 - 0                                       | Total Network Solutions                     | Racecourse Ground, Wrexham                  |
| 2001–02   | Barry Town                                  | 4 - 1                                       | Bangor City                                 | Park Avenue, Aberystwyth                    |
| 2002–03   | Barry Town                                  | 2 - 2                                       | Cwmbran Town                                | Stebonheath Park, Llanelli                  |
| 2003–04   | Rhyl                                        | 1 - 0                                       | Total Network Solutions                     | Latham Park, Newtown                        |
| 2004–05   | Total Network Solutions                     | 1 - 0                                       | Carmarthen Town                             | Stebonheath Park, Llanelli                  |
| 2005–06   | Rhyl                                        | 2 - 0                                       | Bangor City                                 | Racecourse Ground, Wrexham                  |
| 2006–07   | Carmarthen Town                             | 3 - 2                                       | Afan Lido                                   | Stebonheath Park, Llanelli                  |
| 2007–08   | Bangor City                                 | 4 - 2                                       | Llanelli                                    | Latham Park, Newtown                        |
| 2008–09   | Bangor City                                 | 2 - 0                                       | Aberystwyth Town                            | Parc y Scarlets, Llanelli                   |
| 2009–10   | Bangor City                                 | 3 - 2                                       | Port Talbot Town                            | Parc y Scarlets, Llanelli                   |
| 2010–11   | Llanelli                                    | 4 - 1                                       | Bangor City                                 | Parc y Scarlets, Llanelli                   |
| 2011–12   | The New Saints                              | 2 - 0                                       | Cefn Druids                                 | Estadio Nanporth, Bangor                    |
| 2012–13   | Prestatyn Town                              | 3 - 1                                       | Bangor City                                 | Racecourse Ground, Wrexham                  |
| 2013–14   | The New Saints                              | 3 - 2                                       | Aberystwyth Town                            | Racecourse Ground, Wrexham                  |
| 2014–15   | The New Saints                              | 2 - 0                                       | Newtown AFC                                 | Latham Park, Newtown                        |
| 2015–16   | The New Saints                              | 2 - 0                                       | Airbus UK Broughton                         | Racecourse Ground, Wrexham                  |
| 2016–17   | Bala Town                                   | 2 - 1                                       | The New Saints                              | Racecourse Ground, Wrexham                  |
| 2017–18   | Connah's Quay Nomads                        | 4 - 1                                       | Aberystwyth Town                            | Latham Park, Newtown                        |
| 2018–19   | The New Saints                              | 3 - 0                                       | Connah's Quay Nomads                        | Estadio Rhosymedre, Wrexham                 |
| 2019–20   | Abandonado debido a la pandemia de COVID-19 | Abandonado debido a la pandemia de COVID-19 | Abandonado debido a la pandemia de COVID-19 | Abandonado debido a la pandemia de COVID-19 |
| 2020–21   | Abandonado debido a la pandemia de COVID-19 | Abandonado debido a la pandemia de COVID-19 | Abandonado debido a la pandemia de COVID-19 | Abandonado debido a la pandemia de COVID-19 |
| 2021–22   | The New Saints                              | 3 - 2                                       | Pen-y-Bont                                  | Cardiff City Stadium, Cardiff               |
| 2022–23   | The New Saints                              | 6 - 0                                       | Bala Town                                   | Bangor University Stadium, Bangor           |
| 2023–24   | Connah's Quay Nomads                        | 2 - 1                                       | The New Saints                              | Rodney Parade, Newport                      |
| 2024–25   | The New Saints                              | 2 - 1                                       | Connah's Quay Nomads                        | Rodney Parade, Newport                      |

## Títulos por club
| Club                      | Títulos | Subtítulos | Años campeón |
| ------------------------- | ------- | ---------- | --- |
| Wrexham                   | 23      | 22         | 1878, 1883, 1893, 1897, 1903, 1905, 1909, 1910, 1911, 1914, 1915, 1921, 1924, 1925, 1931, 1957, 1958, 1960, 1972, 1975, 1978, 1986, 1995 |
| Cardiff City              | 22      | 10         | 1912, 1920, 1922, 1923, 1927, 1928, 1930, 1956, 1959, 1964, 1965, 1967, 1968, 1969, 1970, 1971, 1973, 1974, 1976, 1988, 1992, 1993       |
| Swansea City              | 10      | 8          | 1913, 1932, 1950, 1961, 1966, 1981, 1982, 1983, 1989, 1991                                                                               |
| The New Saints            | 10      | 4          | 1996, 2005, 2012, 2014, 2015, 2016, 2019, 2022, 2023, 2025                                                                               |
| Bangor City               | 8       | 10         | 1889, 1896, 1962, 1998, 2000, 2008, 2009, 2010                                                                                           |
| Cefn Druids               | 8       | 6          | 1880, 1881, 1882, 1885, 1886, 1898, 1899, 1904                                                                                           |
| Shrewsbury Town           | 6       | 3          | 1891, 1938, 1977, 1979, 1984, 1985 |
| Barry Town                | 6       | 1          | 1955, 1994, 1997, 2001, 2002, 2003 |
| FC Chirk AAA              | 5       | 1          | 1887, 1888, 1890, 1892, 1894 |
| Rhyl                      | 4       | 4          | 1952, 1953, 2004, 2006 |
| Chester City †            | 3       | 10         | 1908, 1933, 1947 |
| Merthyr Tydfil †          | 3       | 2          | 1949, 1951, 1987 |
| Wellington Town †         | 3       | -          | 1902, 1907, 1940 |
| Newtown AFC               | 2       | 5          | 1879, 1895 |
| Connah's Quay Nomads      | 2       | 3          | 2018, 2024 |
| Oswestry United †         | 2       | -          | 1901, 1907 |
| Crewe Alexandra           | 2       | -          | 1936, 1937 |
| Hereford United †         | 1       | 3          | 1990 |
| Aberystwyth Town          | 1       | 3          | 1900 |
| Connah's Quay & Shotton † | 1       | 2          | 1929 |
| Newport County            | 1       | 2          | 1980 |
| Carmarthen Town           | 1       | 2          | 2007 |
| Llanelli AFC              | 1       | 2          | 2011 |
| Oswestry White Stars †    | 1       | 1          | 1884 |
| Tranmere Rovers           | 1       | 1          | 1930 |
| Lovell's Athletic †       | 1       | 1          | 1948 |
| Bala Town                 | 1       | 1          | 2017 |
| Ebbw Vale †               | 1       | -          | 1926 |
| Bristol City              | 1       | -          | 1934 |
| South Liverpool           | 1       | -          | 1939 |
| Flint Town United         | 1       | -          | 1954 |
| Borough United †          | 1       | -          | 1963 |
| Inter Cardiff             | 1       | -          | 1999 |
| Prestatyn Town            | 1       | -          | 2013 |
| Aberdare Athletic †       | -       | 4          | --- |
| FC Pontypridd             | -       | 3          | --- |
| Cwmbran Town              | -       | 3          | --- |
| Westminster Rovers †      | -       | 2          | --- |
| FC Whitchurch †           | -       | 2          | --- |
| Northwich Victoria        | -       | 2          | --- |
| Kidderminster Harriers    | -       | 2          | --- |
| FC Ruthin Town            | -       | 1          | --- |
| FC Davenham †             | -       | 1          | --- |
| Aberaman Athletic         | -       | 1          | --- |
| Ton Pentre                | -       | 1          | --- |
| Merthyr Town              | -       | 1          | --- |
| Flint Town United         | -       | 1          | --- |
| FC Stourbridge            | -       | 1          | --- |
| Hednesford Town           | -       | 1          | --- |
| Afan Lido                 | -       | 1          | --- |
| Port Talbot Town          | -       | 1          | --- |
| Airbus UK Broughton       | -       | 1          | --- |
| Pen-y-Bont                | -       | 1          | --- |

- † Equipo desaparecido.